# ۱-۸۰۰-۲۷۳-۸۲۵۵ (ترانه)
«۱-۸۰۰-۲۷۳-۸۲۵۵» تک‌آهنگی از هنرمند اهل ایالات متحده آمریکا لاجیک از سومین آلبوم استودیویی وی به نام همه به همراهی آلیسیا کارا و خالید است که در سال ۲۰۱۷ میلادی منتشر شد. این شماره، شماره مرکز ملی مقابله با خودکشی آمریکاست.

## موزیک ویدئو
موزیک ویدئوی این ۱۷ اوت ۲۰۱۷ در کانال ویوو لاجیک در یوتیوب منتشر شد. و داستان آن حول پسر جوانی می‌چرخد که با میل جنسیاش به همجنسش مشکل دارد. تک‌جلوههایی از کوی استوارت, نولان گلد, دان چیدل, لوئیس گازمن و متیو موداین در موزیک ویدئو بود.

## چارت‌ها
| چارت (۲۰۱۷)                                         | بهترین موقعیت |
| --------------------------------------------------- | ------------- |
| استرالیا (جدول‌های ای‌آرآی‌ای)                         | 10            |
| بلژیک (اولتراتیپ فلاندرز)                           | ۳۶            |
| بلژیک (اولتراتیپ والونی)                            | ۴۷            |
| کانادا (۱۰۰ تک‌آهنگ داغ کانادا)                      | ۱۴            |
| ۳۱                                                  |               |
| دانمارک (فهرست آهنگ‌های داغ)                         | 29            |
| ۵۶                                                  |               |
| ایرلند (انجمن صنعت ضبط ایرلند)                      | 17            |
| ۴۸                                                  |               |
| نیوزلند (انجمن صنعت ضبط نیوزیلند)                   | 11            |
| نروژ (VG-lista)                                     | 15            |
| فیلیپین (Philippine Hot 100)                        | 97            |
| پرتغال (ای‌اف‌پی)                                     | ۲۳            |
| اسکاتلند (اوسی‌سی)                                   | ۲۵            |
| ۳۵                                                  |               |
| سوئد (Sverigetopplistan)                            | 10            |
| سوئیس (شوایزر هیت‌پاراد)                             | ۷۰            |
| تک‌آهنگ‌های بریتانیا (اوسی‌سی)                         | ۱۶            |
| بیلبورد هات ۱۰۰ ایالات متحده                        | ۵             |
| ۲۶                                                  |               |
| ترانه‌های داغ آراندبی/هیپ-هاپ ایالات متحده (بیلبورد) | ۲             |
| ۴۰ آهنگ برتر جریان اصلی ایالات متحده (بیلبورد)      | ۱۸            |